# Frederick McEvoy
Frederick McEvoy (n. 12 februarie 1907, Victoria, Australia – d. 7 noiembrie 1951, Maroc) a fost un bober ce a reprezentat Australia, medaliat olimpic. A participat la o ediție a Jocurilor Olimpice (1936) în care a câștigat o medalie de bronz.

## Participări
Lista de mai jos prezintă principalele competiții la care a participat Frederick McEvoy de-a lungul carierei.
- bobsleigh at the 1936 Winter Olympics – four-man[*]